# 13 f.Kr.
13 f.Kr. var ett skottår som började en onsdag i den proleptiska julianska kalendern, men i verkligheten antingen ett normalår som började en fredag, lördag eller söndag, eller ett skottår som började en fredag eller lördag i den julianska kalendern (se skottårsfelet i den julianska kalendern för mer information).

## Händelser

### Efter plats

#### Romerska riket
- Vägen Via Claudia Julia Augusta byggs genom Italien.
- Den romerske generalen Nero Claudius Drusus låter bygga castrum Moguntiacum (nuvarande Mainz i Tyskland).
- Byggandet av akvedukten Pont du Gard avslutas.

## Födda
- Livilla, dotter till Nero Claudius Drusus och Antonia Minor

## Avlidna
- Lucius Aemilius Lepidus Paullus, romersk senator